# بروميد أنتيموان ثلاثي
 بروميد أنتيموان ثلاثي  مركب كيميائي له الصيغة SbBr3 ، ويكون على شكل بلورات عديمة اللون .